# マリポサ (カリフォルニア州)

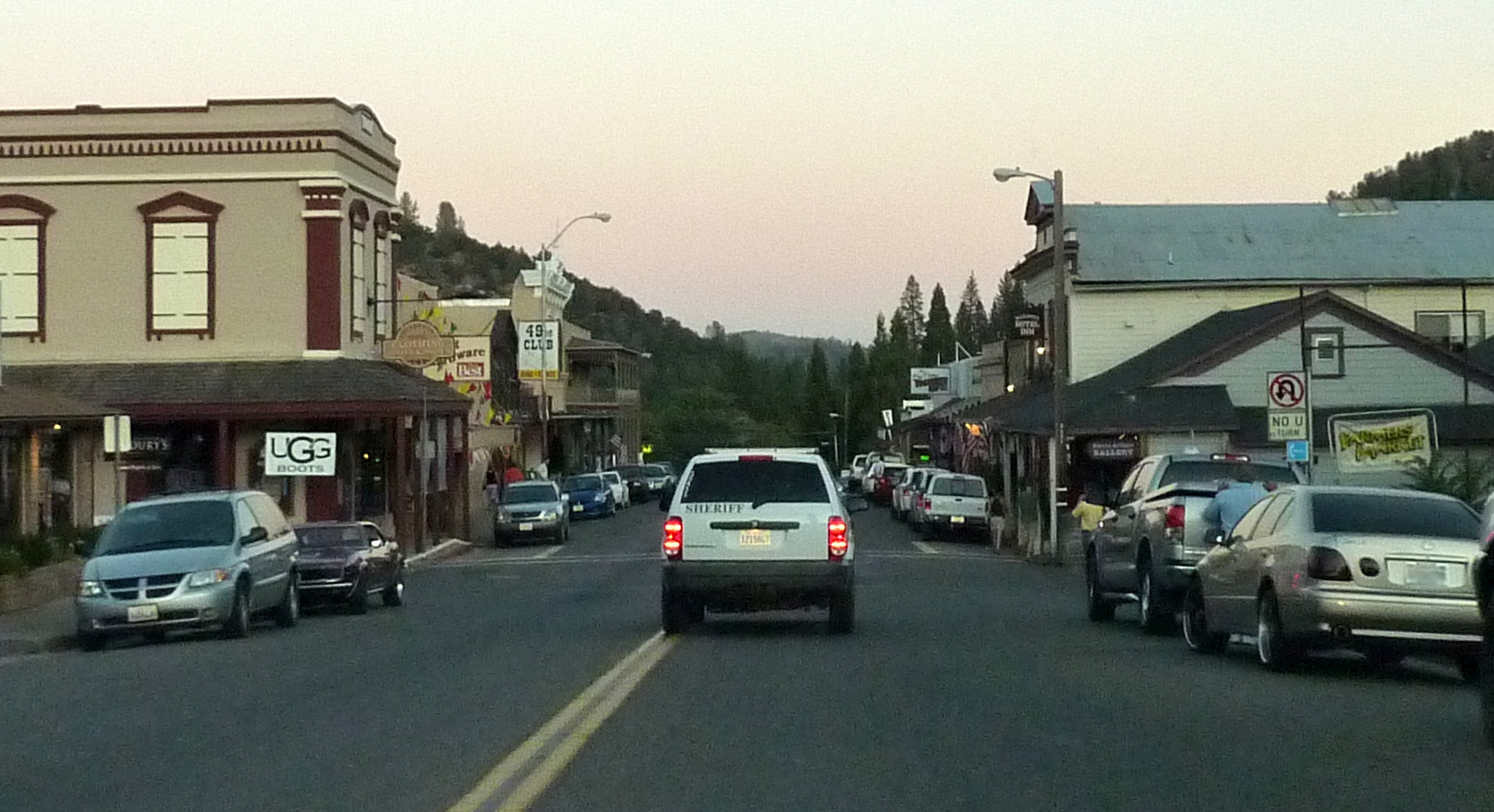
夕暮れのダウンタウン

マリポサ（英語: Mariposa）は、アメリカ合衆国カリフォルニア州の国勢調査指定地域（CDP）。マリポサ郡の郡庁所在地である。人口は1,373人（2000年）。ヨセミテ国立公園への玄関口にあるこの町は小さいながらも活気があり、かつて隆盛を極めたカリフォルニア・ゴールドラッシュ時代の面影を残している。

## 地理
マリポサは北緯37度29分15秒 西経119度58分6秒 / 北緯37.48750度 西経119.96833度、海抜 2,000フィート (610 m)に位置し、シエラネバダ山脈のゴツゴツした山麓の丘にある。また、マリポサクリークが町の中を流れている。アメリカ合衆国国勢調査局によれば、面積は8.3 km²で、水域はない。ヨセミテ国立公園までの道路距離は約60キロメートルである。